# A fleur de toi
A fleur de toi – pierwszy album francuskiej wokalistki Vitaa. Płyta wydana została w 2007 przez wytwórnię Universal Music

## Lista utworów
1. Prélude
2. A Fleur De Toi
3. Ma Sœur
4. Pourquoi Les Hommes
5. En Chanson
6. Ton Autre
7. Pour Les Miens
8. Un Mec Comme Toi
9. Mon Paradis Secret
10. J’oublierai Tout
11. Son Propre Ennemi
12. Mon Univers
13. Toi
14. J’y crois
15. Le Départ

## Single
- A fleur de toi
- Ma seour
- Toi
- Pourquoi les hommes